# Thorolf Hjort
Thorolf Christian Hjort, född 11 augusti 1916 i Stockholm, död 2 februari 1984, var en svensk företagsledare. 
Hjort, som var son till direktör Victor Hjort och Astrid Wesslau, avlade realexamen i Köpenhamn 1932 och examen vid Nils Brocks högre handelsskola i Köpenhamn 1934. Han praktiserade i manufakturbranschen i Slagelse 1934–1937 och på olika platser i England och Sverige 1938–1939. Han blev direktör för AB Wessels i Malmö 1940 och verkställande direktör 1947. År 1962 flyttades verksamheten från den gamla varuhusbyggnaden vid Gustav Adolfs torg till en nybyggd stormarknad vid Jägersro. År 1971 övertogs samtliga aktierna av Åhlén & Holm AB och i samband med fusionen mellan Åhlén & Holm AB och NK-Turitz slogs Wessels stormarknad samman med Bra stormarknader till B&W stormarknader, för vilka Hjort var chef till 1978. Han var styrelseledamot i Kockums Mekaniska Verkstads AB och AB Hemmets Journal, Cardo AB och Skånes köpmannaförbund.